# Żydomla
Żydomla (biał. Жытомля) – wieś na Białorusi, w obwodzie grodzieńskim, w rejonie grodzieńskim; do 1945 w Polsce, w województwie białostockim, w powiecie grodzieńskim, siedziba gminy Żydomla.
Żydomla leży ok. 18 km na południowy wschód od Grodna. We wsi znajdują się dwie parafie – rzymskokatolicka pw. Niepokalanego Serca Najświętszej Maryi Panny oraz prawosławna (cerkiew parafialna pw. Zwiastowania Przenajświętszej Bogurodzicy z 1743 powstała jako unicka, przebudowywana po 1839, gdy władze carskie przekazały ją Cerkwi prawosławnej).
W pobliżu miejscowości znajduje się stacja kolejowa Żydomla na linii Mosty – Grodno.

## Historia
Dawniej wieś i okolica szlachecka w województwie trockim Rzeczypospolitej Obojga Narodów. W czasach zaborów w granicach Imperium Rosyjskiego, w guberni grodzieńskiej. W latach 1921–1939 wieś leżała w Polsce, w województwie białostockim, w powiecie grodzieńskim, w gminie Żydomla. Na północ od wsi znajdował się folwark o tej samej nazwie.
Według Powszechnego Spisu Ludności z 1921 roku zamieszkiwało:
- wieś – 303 osoby, 3 było wyznania rzymskokatolickiego, 288 prawosławnego a 12 mojżeszowego. Jednocześnie 33 mieszkańców zadeklarowało polską przynależność narodową a 280 białoruską. Było tu 53 budynków mieszkalnych[5]
- folwark – 33 osoby, 15 było wyznania rzymskokatolickiego, 18 prawosławnego. Jednocześnie 15 mieszkańców zadeklarowało polską przynależność narodową a 18 białoruską. Były tu 2 budynki mieszkalne[5]
- stację kolejową – 13 osób, 5 było wyznania rzymskokatolickiego, 8 prawosławnego. Jednocześnie 9 mieszkańców zadeklarowało polską przynależność narodową a 4 białoruską. Były tu 4 budynki mieszkalne[5]

Miejscowość należała do  parafii prawosławnej w Komotowie i miejscowej rzymskokatolickiej. Podlegała pod Sąd Grodzki w Skidlu Okręgowy w Grodnie; właściwy urząd pocztowy mieścił się w Żydomli.
W miejscowości osiedliło się 11 polskich osadników wojskowych. 
W wyniku napaści ZSRR na Polskę we wrześniu 1939 miejscowość znalazła się pod okupacją sowiecką. 2 listopada została włączona do Białoruskiej SRR. 4 grudnia 1939 włączona do nowo utworzonego obwodu białostockiego. Od czerwca 1941 roku pod okupacją niemiecką. 22 lipca 1941 r. włączona w skład okręgu białostockiego III Rzeszy. W 1944 miejscowość została ponownie zajęta przez wojska sowieckie i włączona do obwodu grodzieńskiego Białoruskiej SRR.
Od 1991 wchodzi w skład Białorusi.
22 września 1939 miejscowi komuniści: Włodzimierz Aplewicz, Paweł Aplewicz i Iwan Szyrko zamordowali na miejscowym cmentarzu sołtysa Marianówki Ulidę oraz pojmanego w Komotowie nieznanego z nazwiska porucznika WP. Następnego dnia przy szosie skidelskiej w pobliżu wsi w bestialski sposób zamordowano 7 innych polskich osadników. Ofiary miały rozpłatane brzuchy, rozłupane głowy.